# Пам'ятники Душанбе
Стаття Пам'ятники Душанбе присвячена міській скульптурі столиці Таджикистану міста Душанбе — пам'яткам монументального мистецтва, присвяченим ушануванню визначних персоналій таджицької культури та науки, історичних подій, пов'язаних із Таджикистаном.

## Коротко про душанбинські пам'ятники
Попри те, що місто є столицею колишньої радянської середньоазійської республіки, міська скульптура Душанбе демонструє переважно національну спрямованість. Нечисленні, але високохудожні душанбинські пам'ятники, є грамотно розташованими (несуть тематичне навантаження), вони ніби вписані в оточуюий міський ландшафт, являючі яскраві приклади комплексного підходу до впорядкування меморіальних територій.
Водночас, хоча в Душанбе останніми роками (2000-ні) планомірно позбавляються від ідеологічної монументальної спадщини СРСР, зокрема демонтують пам'ятники Леніну, погруддя Чеслава Путовського та Фелікса Дзержинського, тут все ще лишаються зразки радянського пропагандистського монументального мистецтва (пам'ятник В. Куйбишеву). Однак, нині монументалістику Душанбе визначають зовсім інші пам'ятники — діячам національної (таджицько-персидької і сучасної таджицької) культури та науки Фірдоусі, Рудакі, Авіценні, Айні та іншим, встановлені як за СРСР, так і за незалежності Таджикистану.
У Душанбе є низка дуже оригінальних пам'ятників. Так, одна зі стін будинку Спілки письменників Таджикистану, збудованого за СРСР, прикрашена своєрідним панно — численними барельєфами великих майстрів таджицьокого слова від Рудакі до Турсунзаде, і нині має офіційну назву Меморіальний комплекс Спілки письменників Республіки Таджикистан, а по-народному «Зірки поезії».
Одним з найпомпезніших і головних пам'ятників сучасного Душанбе є 40-метрова арка й монумент Ісмаїла Самані — батькові нації на центральному майдані Сомоні (Самані), встановлена до 1000-ліття від утворення Саманидської держави.
Низка душанбинських пам'ятників присвячена героїчним і трагічним подіям радянської і новочасної таджицької історії — монумент Перемоги, що вшановує подвиги радянського народу в Другій світовій війні; пам'ятник воїну-«афганцю» Олександру Мироненку, меморіальний знак Казахстанським воїнам-миротворцям, що в 1995 році в складі миротворчих сил країн СНД допомагали Таджикистану в припиненні Громадянської війни.
Є в Душанбе і влаштовані спеціальні меморіальні місця — у формі мавзолеїв згідно з персько-таджицькою історичною традицією — С. Айні в іменному парку та М. Турсунзаде в Лучобському парку.

## Перелік пам'ятників
Пам'ятники Душанбе:
| Назва                                                                                            | Рік відкриття | Розташування                                                                                      | Фото | Короткі відомості |
| Авіценни (ібн Сіни)                                                                              | 1980          | на площі Абуалі ібн Сіно                                                                          |      | Пам'ятник ученому-енциклопедисту, філософу, лікарю, музиканту ХІ століття Авіценні (ібн Сіна / Абу-алі-ібн Сіно) був відкритий у 1980 році до тисячоліття від його народження. Автори — азербайджанський скульптор Омар Гасан огли Ельдаров і таджицькі архітектори Р. Каримов та А. Агаронов. |
| Айні Садриддіну                                                                                  | 1978          | на площі Айні                                                                                     |      | Пам'ятник таджицькому письменнику, основоположнику таджицької радянської літератури, заслуженому діячеві наук, академіку і президенту АН Таджицької РСР Садриддіну Айні був відкритий на честь століття від дня народження літератора і вченого в 1978 році. Автор — азербайджанський скульптор Омар Гасан огли Ельдаров. |
| Ганді Махатмі                                                                                    | 2003          |                                                                                                   |      | Пам'ятник видатному індійському політику і мислителю Махатмі Ганді встановили в одному з центральних столмчних скверів у 2003 році, що стало проявом таджицько-індійської дружби. Прем'єр-міністр Індії, що в цей час перебував у Таджикистані з двоненним офіційним візитом, узяв участь в урочистому відкритті скульптурної копмозиції. Пам'ятник був виготовлений в Індії, а в його оформленні взяли участь таджицькі архітектори. |
| Гафурова Бабаджана, погруддя                                                                     |               | перед головною будівлею Академії наук Республіки Таджикистан                                      |      | |
| Казахстанським воїнам-миротворцям                                                                | 2007          |                                                                                                   |      | Пам'ятник казахстанським воїнам-миротворцям відкрили на честь загиблих 35 воїнів-миротворців з цієї країни, які в рамках миротворчого контингенту країн СНД були введені до Таджикистану в 1995 році для допомоги в наведенні ладу там з метою припинення Громадянської війни в Таджикистані. Монумент виконаний у формі розірваної на дві частини книги з чорного граніту, що встановлена на гранітному ж блоці з пам'ятними надписами на 3 мовах — таджицькою, казахською та російською. |
| Куйбишеву Валеріану                                                                              | 1937          | на площі Рудакі (кол. Куйбишева)                                                                  |      | Пам'ятник радянському політичному і партійному діячеві, революціонеру В. В. Куйбишеву був встановлений у 1937 році. Автори — скульптори Д.Д. і Н.Д. Стреляєви. |
| Лахуті Абулкасиму                                                                                |               | біля будівлі Таджицького Академічного театру імені Абулкасима Лахуті (проспект Рудакі, 86)        |      | |
| Лахуті Абулкасима, погруддя                                                                      |               |                                                                                                   |      | |
| Мироненку Олександру                                                                             |               | біля школи № 37                                                                                   |      | Пам'ятник герою-«афганцю» (учаснику Афганської війни) Олександру Мироненку, Герою Радянського Союзу, уродженцю Душанбе, встановлений біля школи, де він навчався. |
| Рудакі                                                                                           | 2008          | у Парку Рудакі                                                                                    |      | Пам'ятник видатному східному поетові ІХ-Х століть Рудакі, родоначальнику таджицько-перської літератури, вже другий у Душанбе, був урочисто, за участю Предидента РТ Емомалі Рахмона відкритий 25 серпня 2008 року. Над монументом працювали скульптори з Росії і Таджикистану: скульптор Олександр Рукавішніков, художник-архітектор Сергій Шаров, народний художник Таджикистану Сабзалі Шарипов, а також головний архітектор проекту Сіроджиддін Зухуриддінов.Душанбе // Українська радянська енциклопедія : у 12 т. / гол. ред. М. П. Бажан ; редкол.: О. К. Антонов та ін. — 2-ге вид. — К. : Головна редакція УРЕ, 1979. — Т. 3 : Гердан — Електрографія. — 551, [1] с., [26] арк. іл. : іл., портр., карти + 1 арк с., стор. 501 |
| Рудакі                                                                                           | 1964          | перед будівлею Таджицького Аграрного університету                                                 |      | Перший пам'ятник Рудакі був встановлений у 1964 році. Автори — відомі азербайджанські митці скульптор Ф. Г. Абдурахманов та архітектор М. А. Усейнов. |
| Самані Ісмаїла, монумент / Національної згоди та відродження Таджикистану, меморіальний комплекс | 1999          | на площі Самані (кол. Леніна, Свободи/Озоді, Дружби/Дусті)                                        |      | Величний пам'ятник Абу Ібрагіму Ісмаїлу ібн Ахмеду, еміру з династії Саманидів, засновнику міцної держави у Середній Азії і весь Меморіальний комплекс національної згоди та відродження Таджикистану був урочисто відкритий 1999 року на честь 1100-літнього ювілею Саманидської держави. |
| Турсунзаде Мірзо                                                                                 |               | біля будівлі Таджицького Державного інституту мистецтв імені Мірзо Турсун-заде (пр. Борбада, 73а) |      | |
| Фірдоусі                                                                                         |               | у Парку Дружби народів біля ринку Саховат (на півдні Душанбе)                                     |      | |
| Хайяма Омара, погруддя                                                                           |               |                                                                                                   |      | |
| на честь Перемоги в ІІ Світовій війні, монумент                                                  | 1970          | на площі Перемоги                                                                                 |      | Монумент Перемоги (на честь Перемоги в ІІ Світовій війні) був споруджений у 1970 році. Автори — скульптор Г. Чередниченко і архітектор Г. Соломинов. |

## Виноски
1. ↑  Заїров Баходур У Душанбе ліквідують один з останніх пам'ятників Володимиру Леніну на www.ferghana.ru (інф. за 18-11-2007) [Архівовано 3 вересня 2008 у Wayback Machine.] (рос.)
2. ↑  В Душанбе прибрали бюсти радянським чекістам [Архівовано 31 січня 2012 у Wayback Machine.] // інф. за 1 грудня 2008 року на www.vesti.uz (Інфопортал Вести.UZ) [Архівовано 22 липня 2010 у Wayback Machine.]
3. ↑  Душанбе (Таджикистан) на www.igras.ru [Архівовано 20 серпня 2011 у Wayback Machine.] (рос.)
4. 1 2  Омар Гасан огли Ельдаров [Архівовано 22 липня 2013 у Wayback Machine.] (рос.) на Офіційний вебсайт Національної академії наук Азербайджану [Архівовано 3 січня 2012 у Wayback Machine.]
5. ↑  Пам'ятник Абу Алі ібн Сіно (Авіценна) (в Душанбе) на www.dushanbehotels.ru. Архів оригіналу за 19 березня 2018. Процитовано 9 червня 2010.
6. ↑  Екскурсія по Душанбе на www.former.h1.ru [Архівовано 23 червня 2009 у Wayback Machine.] (рос.)
7. ↑  В Душанбе встановили пам'ятник Махатмі Ганді, інф. на www.izvestia.ru («Ізвєстія.РУ») за 14 листопада 2003 року (рос.)
8. ↑  В Душанбе відкрили пам'ятник казахстанським воїнам-миротворцям[недоступне посилання] // повідомл. за 21 грудня 2007 року на www.spy.kz (Казахстанський бізнес-інформ портал) [Архівовано 26 травня 2010 у Wayback Machine.] (рос.)
9. ↑  Фролов Володимир Герой із Душанбе Олександр Мироненко. Таджикистан шанує ветеранів афганської війни на www.centrasia.ru, за 19 лютого 2009 року [Архівовано 28 лютого 2009 у Wayback Machine.] // газета «Курьер Таджикистана» (рос.)
10. ↑  Виступ Президента Емомалі Рахмона на мітингу, присвяченому відкриттю пам'ятника Абуабдулло Рудакі[недоступне посилання з квітня 2019] (рос.) на Офіційне вебпредставництво Президента Республіки Таджикистан [Архівовано 2 листопада 2021 у Wayback Machine.]
11. ↑  Президент відкрив парк Рудакі [Архівовано 8 червня 2012 у Wayback Machine.] // інф. за 20 травня 2010 року на Офіційне вебпредставництво ВАТ Чархи Гардун» і вебверсія його видань [Архівовано 6 червня 2010 у Wayback Machine.] (рос.)
12. 1 2  Душанбе // Українська радянська енциклопедія : у 12 т. / гол. ред. М. П. Бажан ; редкол.: О. К. Антонов та ін. — 2-ге вид. — К. : Головна редакція УРЕ, 1979. — Т. 3 : Гердан — Електрографія. — 551, [1] с., [26] арк. іл. : іл., портр., карти + 1 арк с., стор. 501